# 2023 FU54
2023 FU54 est un transneptunien, Johnston le considère comme centaure, de magnitude absolue 6,25 son diamètre est estimé à 310 km, ce qui en ferait un des plus gros connus; ayant été découvert en 2023, il est encore mal connu.